# Neoxolmis salinarum
La monjita salinera (Neoxolmis salinarum) es una especie de ave paseriforme de la familia Tyrannidae perteneciente al género Neoxolmis; hasta el año 2020 estuvo incluida en el género Xolmis. Es endémica de una pequeña región del centro norte de Argentina. 

## Distribución y hábitat

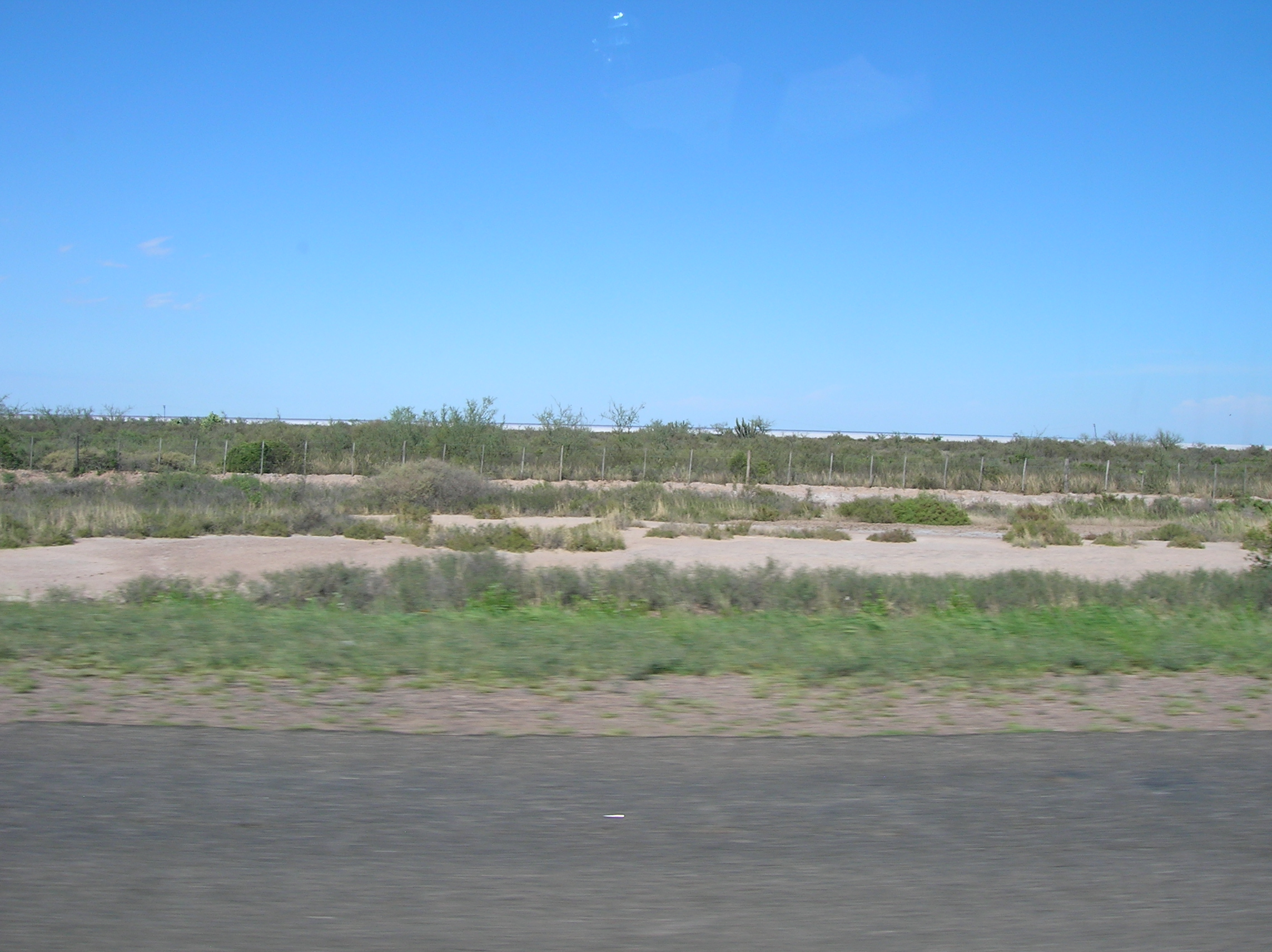
Vegetación típica de las Salinas Grandes, el hábitat de la especie.

Se distribuye por el centro norte de Argentina en las Salinas Grandes y Salinas de Ambargasta, en el este de La Rioja, extremo sur de Catamarca, suroeste de Santiago del Estero y noroeste de Córdoba.
Esta especie es poco común y muy local en su hábitat natural: los matorrales halófitos alrededor de lagos interiores salados, abajo de los 200 m de altitud. El hábitat preferido son los bordes de lagunas saladas, algunas veces cerca del agua, pero con frecuencia adyacente o en matorrales Salicornia. Estos ambientes son notoriamente alcalinos y sería interesante investigar si esta monjita tiene alguna adaptación fisiológica particular para tal ambiente muy salino. Se mueven en bandadas en el invierno pero no son migratorias, son solo movimientos errantes dentro de su pequeña zona permanente.

## Estado de conservación
La monjita salinera ha sido calificada como casi amenazada por la Unión Internacional para la Conservación de la Naturaleza (IUCN) debido a su moderadamente pequeña zona de distribución. Su población, todavía no cuantificada, se presume sea estable, y a pesar de que no se conocen amenazas inmediatas, cualquier indicación de aumento de amenazas a la especie podría resultar en calificarla en un grado superior de amenaza.

## Sistemática

### Descripción original
La especie N. salinarum fue descrita por primera vez por los ornitólogos argentinos Manuel Nores y Darío Yzurieta en 1979 bajo el nombre científico de subespecie Xolmis rubetra salinarum; la localidad tipo es «Monte de las Barrancas, Salinas Grandes, noroeste de Córdoba, Argentina». El holotipo, un macho adulto, fue colectado el 1 de septiembre de 1977.

### Etimología
El nombre genérico masculino «Neoxolmis» es una combinación de la palabra del griego «neos» que significa ‘nuevo’, y del género Xolmis, las monjitas; y el nombre de la especie «salinarum» en latín significa ‘salinas’.

### Taxonomía
A pesar de descrita originalmente como subespecie, inmediatamente se percibió que se trataba de una especie plena, aunque bastante semejante a Neoxolmis rubetra. Los estudios genéticos recientes de Ohlson et al. (2020) y Chesser et al. (2020) concluyeron que el género Xolmis no era monofilético, encontraron que Xolmis rubetra es hermana de Neoxolmis rufiventris y que el par formado por ambas es próximo de X. coronatus, por lo cual estas dos especies y la presente, que no hizo parte de las muestras de los estudios, pero que se sabe es muy próxima a rubetra,  fueron transferidas al género Neoxolmis. El cambio taxonómico fue aprobado en la Propuesta No 885 al Comité de Clasificación de Sudamérica (SACC). Es monotípica.